# Вайълънт Фемс
Вайълънт Фемс (на английски: Violent Femmes, в превод „Яростни женчовци“, откъдето femm означава „женчо“ в разговорната реч в града) е рок-група, създадена в началото на 1980-те години в Милуоки, щата Уисконсин, Съединените американски щати.

## История
Първият албум на групата излиза през 1982 г. и съчетва американска фолк-музика с инди рок, а текстовете се отнасят главно за младежки теми като любов и секс. Групата не добива голяма популярност, въпреки че някои от песните им стават известни (Add It Up, Blister in the Sun и Kiss Off). По-късно, през 1993 г. дебютният им албум става платинен.
През следващите години Вайълънт Фемс издават няколко албума, които имат по-малък успех от дебютния. През 1993 г. излиза и най-продаваният за групата албум Add It Up (1981-1993), който е сборен и съдържа най-добрите песни в периода 1981-1993. Следват още няколко студийни албума, последният от които е Freak Magnet през 2000 г.

## Членове на групата
- Гордън Гано – вокал, китара
- Браян Ричи – бас и инструменти
- Виктор ДеЛорензо (1981-1993, и след 2002) – барабани
- Гай Хофман (1993-2002) – барабани

## Дискография
- Violent Femmes (1982)
- Hallowed Ground (1984)
- The Blind Leading the Naked (1986)
- 3 (1988)
- Debacle: The First Decade (1990)
- Why Do Birds Sing? (1991)
- Add It Up (1981-1993) (1993)
- New Times (1994)
- Rock!!!!! (1995)
- Viva Wisconsin (1999)
- Freak Magnet (2000)
- Something's Wrong (2001) (mp3 издание)
- Violent Femmes (Deluxe Edition) (2002)
- Permanent Record: The Very Best of Violent Femmes (2005)